# 1080

1080(천팔십)은 1079보다 크고 1081보다 작은 자연수다.

## 수학
- 합성수로, 그 약수는 총 32개다. (1, 2, 3, 4, 5, 6, 8, 9, 10, 12, 15, 18, 20, 24, 27, 30, 36, 40, 45, 54, 60, 72, 90, 108, 120, 135, 180, 216, 270, 360, 540, 1080)
  - 1080의 진약수의 합은 2520이므로, 1080은 과잉수다.
- 98번째 불가촉수다. 앞의 불가촉수는 1078, 다음은 1102이다.
- 27번째 오각수다. 앞 오각수는 1001, 다음 오각수는 1162이다.
- {\displaystyle 1080=6^{2}+12^{2}+18^{2}+24^{2}}
  - 공차가 6인 네 자연수의 제곱합으로 나타낼 수 있는 수다. 이 성질을 지닌 앞의 수는 964, 다음 수는 1204다.
  - 연속하는 {\displaystyle 6n}({\displaystyle n}은 자연수)의 제곱합으로 나타낼 수 있는 가장 작은 수다. 이 성질을 지닌 다음 수는 1944다.
- {\displaystyle 53^{4}-1}은 1080으로 나누어떨어진다.
- 팔각형의 모든 내각의 합은 1080°다.

## 과학·기술
- NGC 1080: 에리다누스자리 방향에 있는 중간나선은하.
- 1080i, 1080p: 디스플레이 해상도의 축약어.
- 지포스 GTX 1080

## 문화유산
- 대한민국의 보물 제1080호: 대방광원각략소주경 권상

## 작품
- 1080° 시리즈: 닌텐도의 스노보딩 비디오 게임 시리즈.
  - 《1080° 스노보딩》 (1998년 2월 22일 출시)
  - 《1080° 애벌랜츠》 (2003년 11월 28일 출시)

## 기타
- 연도: 1080년, 기원전 1080년
- 1080년대

## 같이 보기
- 1000
- 2160